# Salgado Maranhão
José Salgado Santos, ou simplesmente Salgado Maranhão (Caxias, 1953) é um poeta e compositor brasileiro maranhense que nasceu no povoado de  Canabrava das Moças, e desde cedo auxiliou os pais na lavoura. Foi alfabetizado tardiamente aos 15 anos. E o gosto pela poesia veio com os trovadores e as rodas de viola que eram feitas em sua casa, confessou o poeta, que aos 20 anos se mudaria definitivamente para o Rio de Janeiro. Antes passou pelo Piauí, Teresina, onde conheceu o poeta tropicalista Torquato Neto e de quem recebeu o nome poético de batismo Salgado Maranhão. 
É membro da Academia Maranhense de Letras, tendo sido eleito em 27 de março de 2024 para a Cadeira 07, patroneada por Gentil Braga. Recebeu 32 dos 35 votos válidos, passando a ser o 5 ocupante da referida cadeira. 

## Biografia
José Salgado Santos é filho temporão do comerciante Moacyr dos Santos Costa e da camponesa Raimunda Salgado dos Santos. O poeta se define como uma mistura de “casa-grande com senzala”, uma vez que o pai pertencia à elite maranhense e a mãe era descendente de escravos. Terminaria sendo criado pela mãe, que se separou do marido afirmando que tinha uma missão com o filho.
O município de Caxias, no Maranhão, onde nasceu, também serviu de berço para autores como Gonçalves Dias e Coelho Neto. 
No Rio de Janeiro, chega a 9 de abril de 1973, e passa a estudar Jornalismo na Pontifícia Universidade Católica, curso que nunca chegara a concluir.
Compositor-letrista, possui mais de 50 músicas gravadas por vários artistas como Amelinha, Elba Ramalho, Ney Matogrosso, Paulinho da Viola, Rosa Marya Colin, Vital Farias, Zizi Possi, Ivan Lins. 
Como poeta afirma não ganhar dinheiro com poesia, mas já foi traduzido para o inglês, alemão, italiano, francês, sueco, e em breve, japonês. Vive de palestras que ministra pelo Brasil e mundo a fora. Já esteve a convite em mais de 50 universidades americanas como Harvard e Yale, onde sua poesia virou objeto de estudo.   
"Nos EUA, um livro de poemas pode valer como uma monografia. Aqui [no Brasil] você faz um curso de letras
e não sai poeta. Ao contrário, às vezes você embota." - Salgado Maranhão  
Em 1999, recebeu com o livro "Mural de Ventos" o Prêmio Jabuti, o maior prêmio literário do Brasil.
Venceu em 2011 com o livro A cor da palavra,o prêmio da Academia Brasileira de Letras, na categoria poesia. Em 2016, o mais novo livro "Ópera de Nãos" foi premiado pelo Prêmio Jabuti, lhe concedendo o segundo título desta premiação na sua carreira.

## Obras
- Ebulição da Escrivatura (antologia poética, 1978);
- Encontros com a Civilização Brasileira (poemas e ensaios)
- Aboio ou a Saga do Nordestino em Busca da Terra Prometida (cordel, 1984);
- Os Punhos da Serpente (1989)
- Palávora (1985)
- O Beijo da Fera (1996)
- Mural de Ventos (1998, Prêmio Jabuti 1999)
- Sol sanguineo(2002)
- Solo de gaveta(2005)
- A pelagem da tigra (2009)
- A Cor da Palavra (2010)
- Ópera de Nãos (2015, Prêmio Jabuti 2016)
- Avessos avulsos (2016)
- A sagração dos lobos (2017)
- A casca mítica (2019)
- Pedra de encantaria (2021)
- A voz que vem dos poros (antologia poética, 2023)